# Sicista tianshanica
Sicista tianshanica es una especie de roedor de la familia Dipodidae.

## Distribución geográfica
Se encuentran en China y Kazajistán.